# Église Notre-Dame de Marmande
Pour les articles homonymes, voir Église Notre-Dame.
L'église Notre-Dame est une église catholique située dans la commune de Marmande, dans le département de Lot-et-Garonne, en France.

## Localisation
L'église et le cloître attenant se trouvent dans le centre-ville, rue de la République, à proximité de la place du Marché.

## Historique
Construit à l'origine au XIVe siècle, agrandi et remanié aux XVIe et XVIIe siècles. 

## Protection
L'église est classée au titre des monuments historiques par liste en 1862.
Le jardin du cloître est classé jardin remarquable.

## Orgue

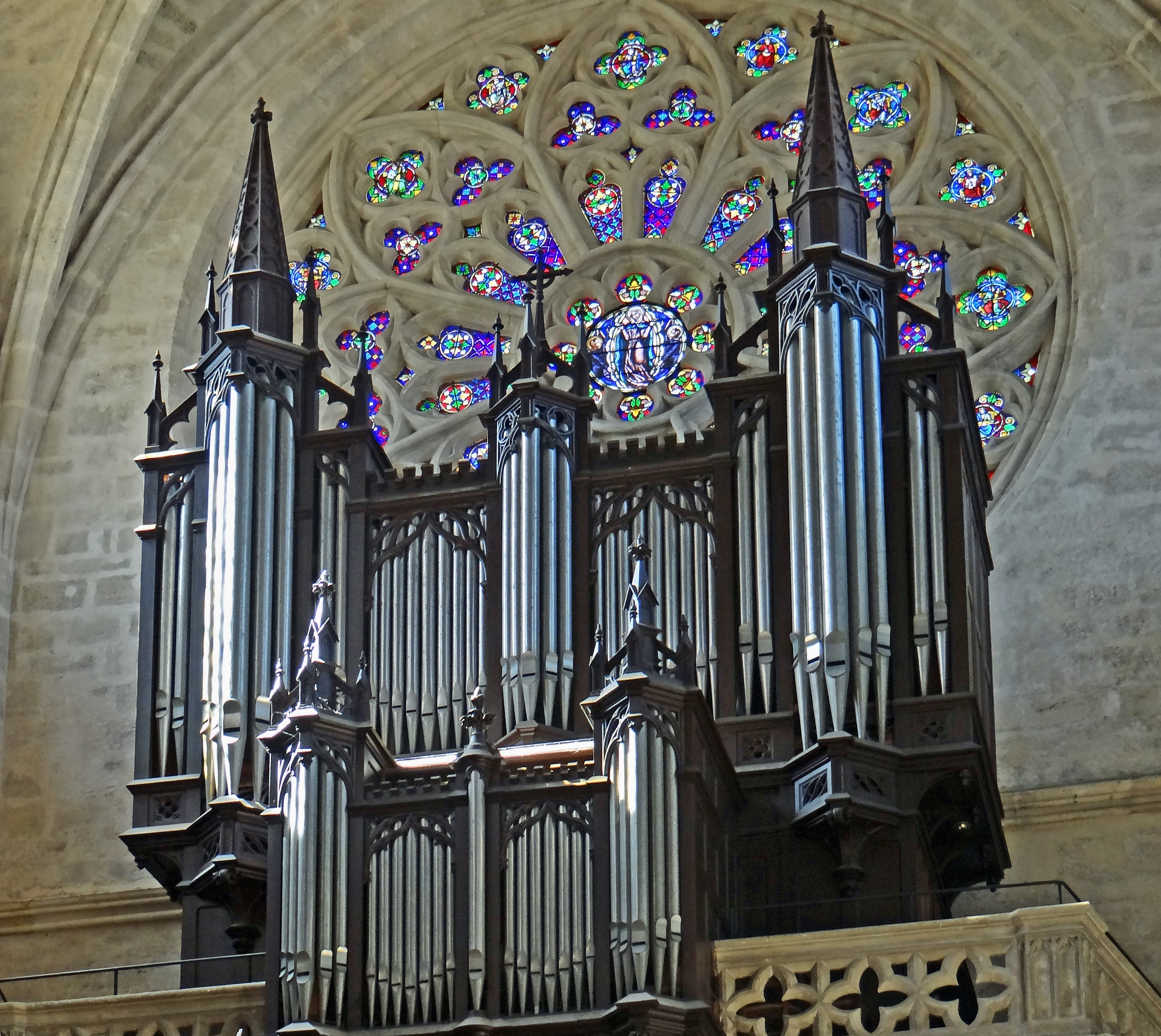
L'orgue de tribune Cavaillé-Coll.

L'orgue de l'église Notre-Dame a été construit par Aristide Cavaillé-Coll sur une tribune néogothique au-dessus de l'entrée, en 1859. Maurice Puget fait un relevage de l'orgue en 1927 et installe deux jeux de pédale en 1936. Le facteur d'orgue Jean Daldosso restaure l'instrument en 1998 en ajoutant une pédale indépendante. La partie instrumentale de l'orgue a été classée à titre d'objet le 27 juin 1977,,.

## Vitraux
- Cinq verrières représentant des scènes de la Vie de la Vierge, scènes de la vie du Christ, prophètes, David, saint Joseph et saint Jean-Baptiste, saint Luc et saint Jean (Baies 0 à 4) réalisées en 1859 par Émile Thibaud[6].
- verrière représentant des scènes de la vie du Christ (baie 7) réalisée en 1866 par Lucien-Léopold Lobin[7].
- verrière représentant la Vierge à l'Enfant et les symboles de l'Immaculée Conception (baie 8) posée en 1945 et probablement réalisée par Joseph Villiet[8].
- verrière représentant des scènes de la vie de saint Jean-Baptiste (baie 9) réalisée en 1866 par Joseph Villiet[9].
- Verrière représentant des scènes de la vie de saint Pierre (baie 10) posée en 1863 et réalise par Joseph Villiet[10].
- verrière représentant le Baptême du Christ et Dieu le Père réalisée (baie 11) en 1872 par Joseph Villiet[11].
- Verrière représentant le Christ ressuscité et l'Assomption (baie 12) posée en 1926 et réalisée probablement par Paul Louzier[12].

## Galerie

### Extérieur

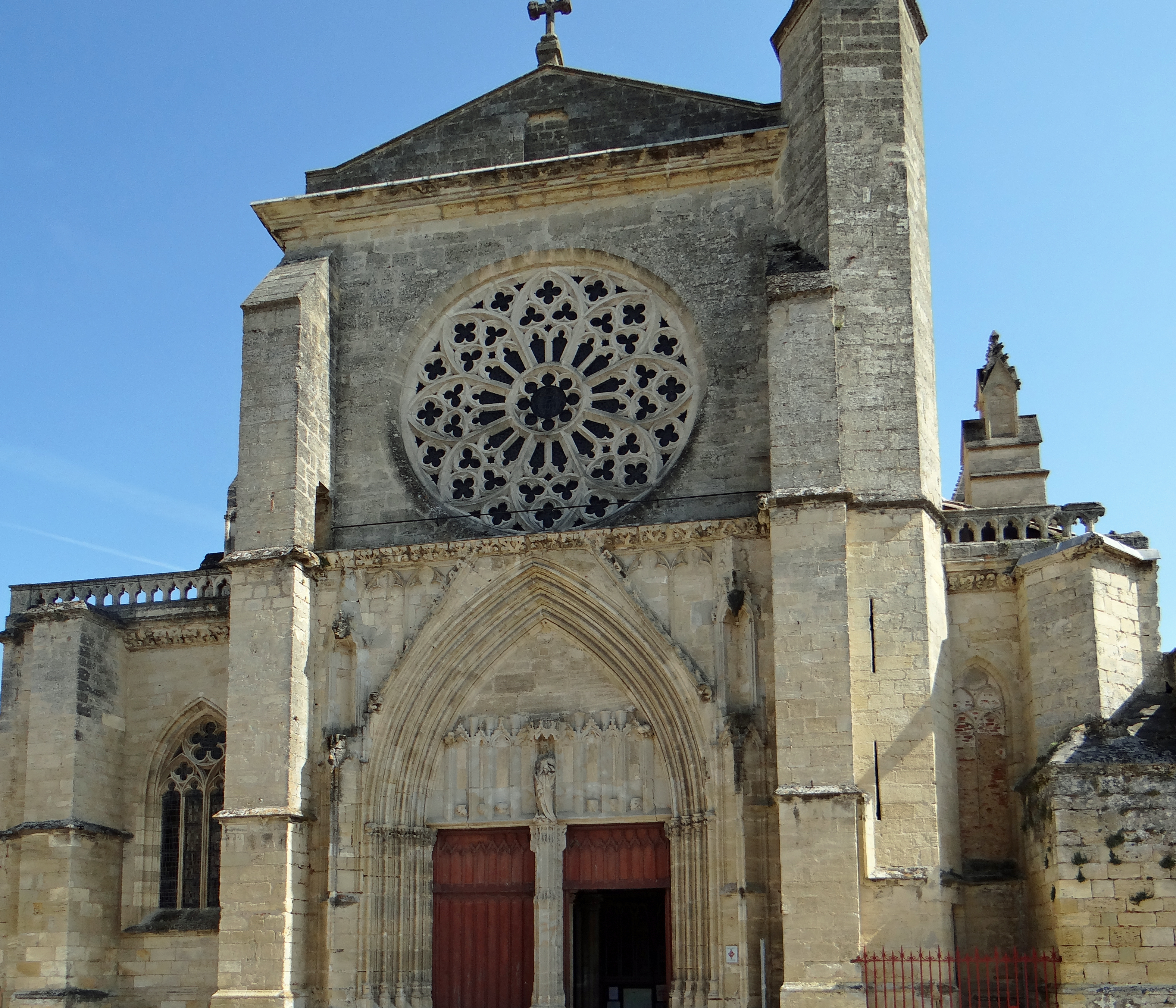
La façade, le portail et la rosace
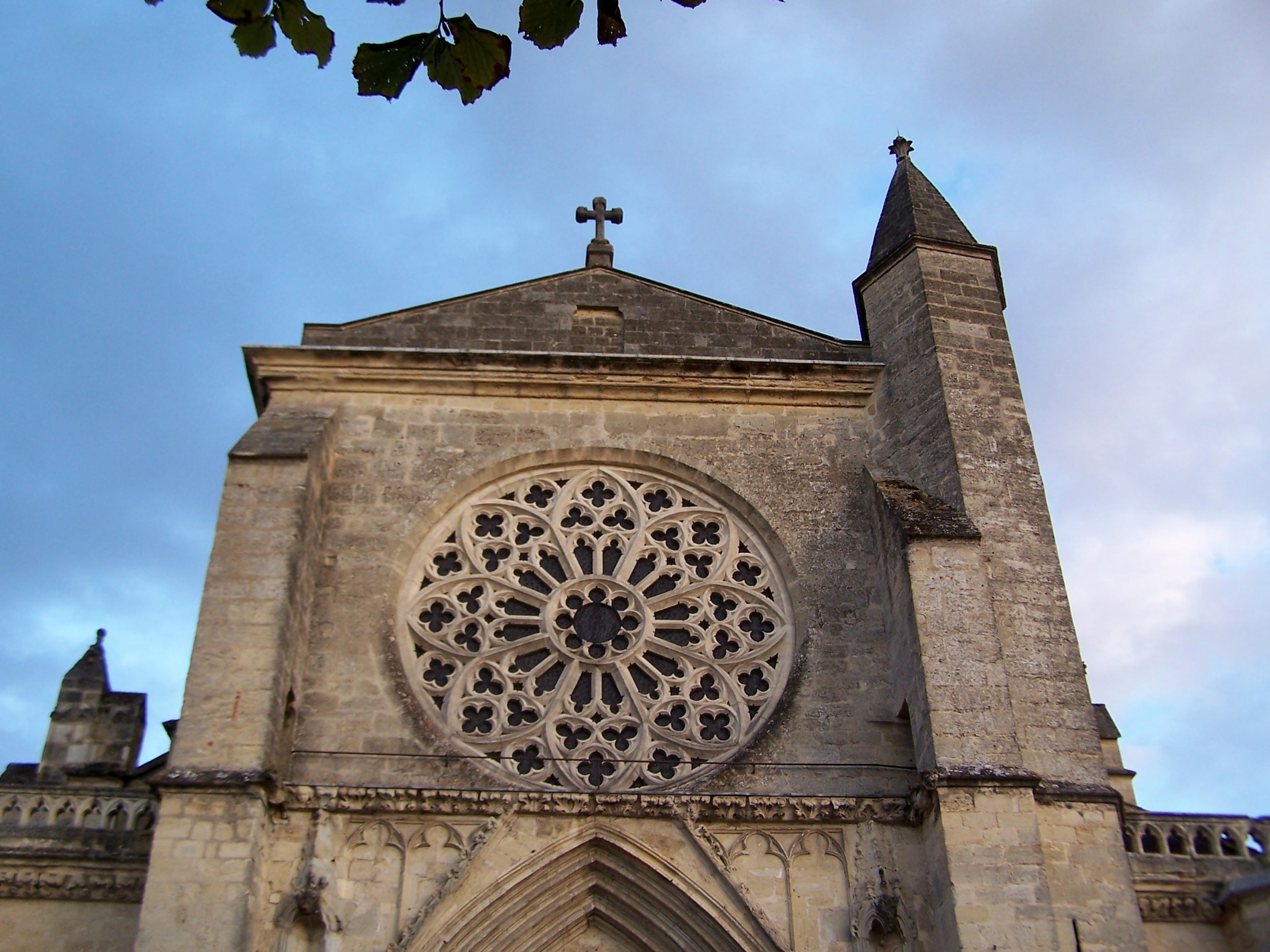
Rosace de la façade ouest et clocheton (oct. 2012)

### Intérieur

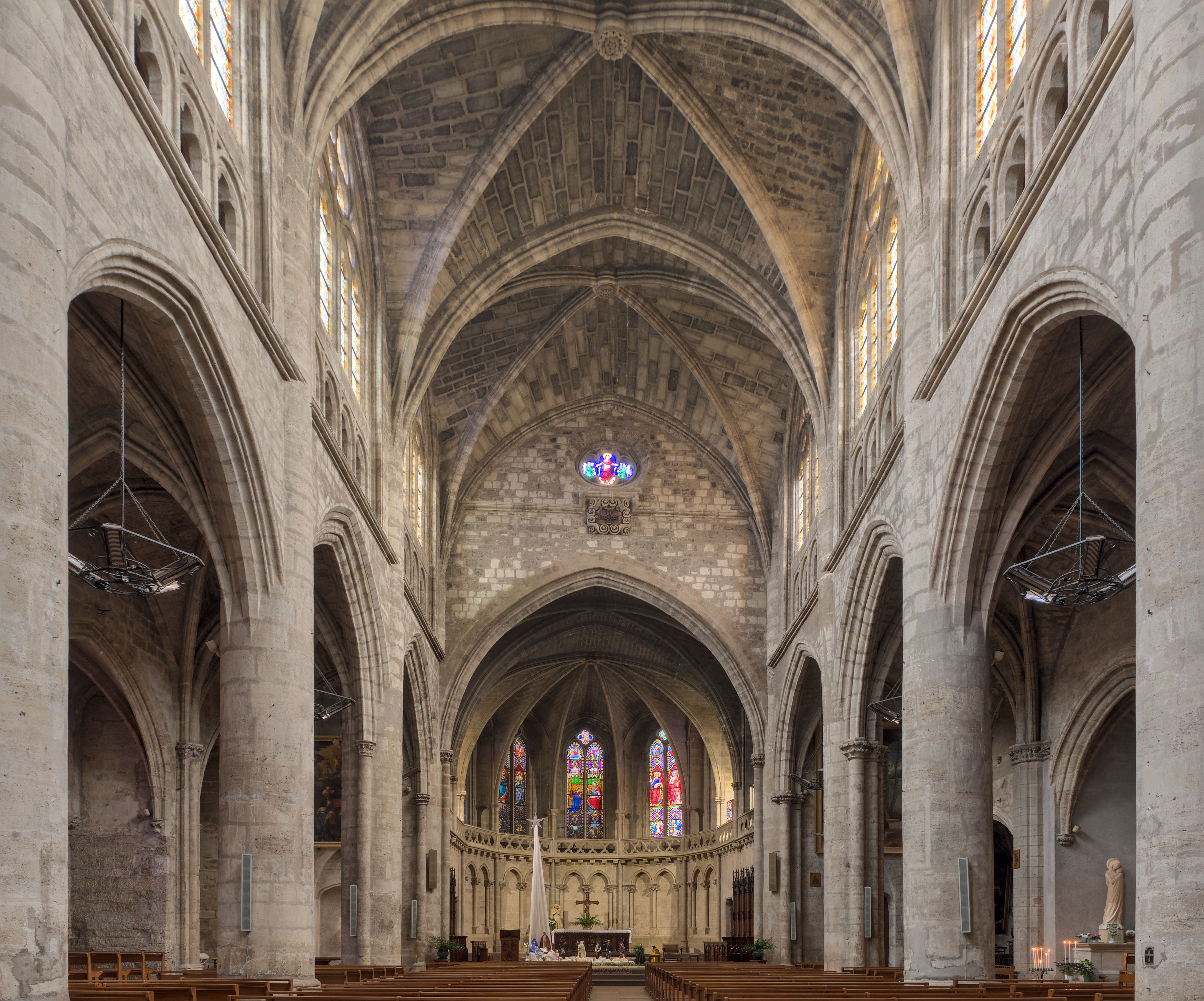
La nef
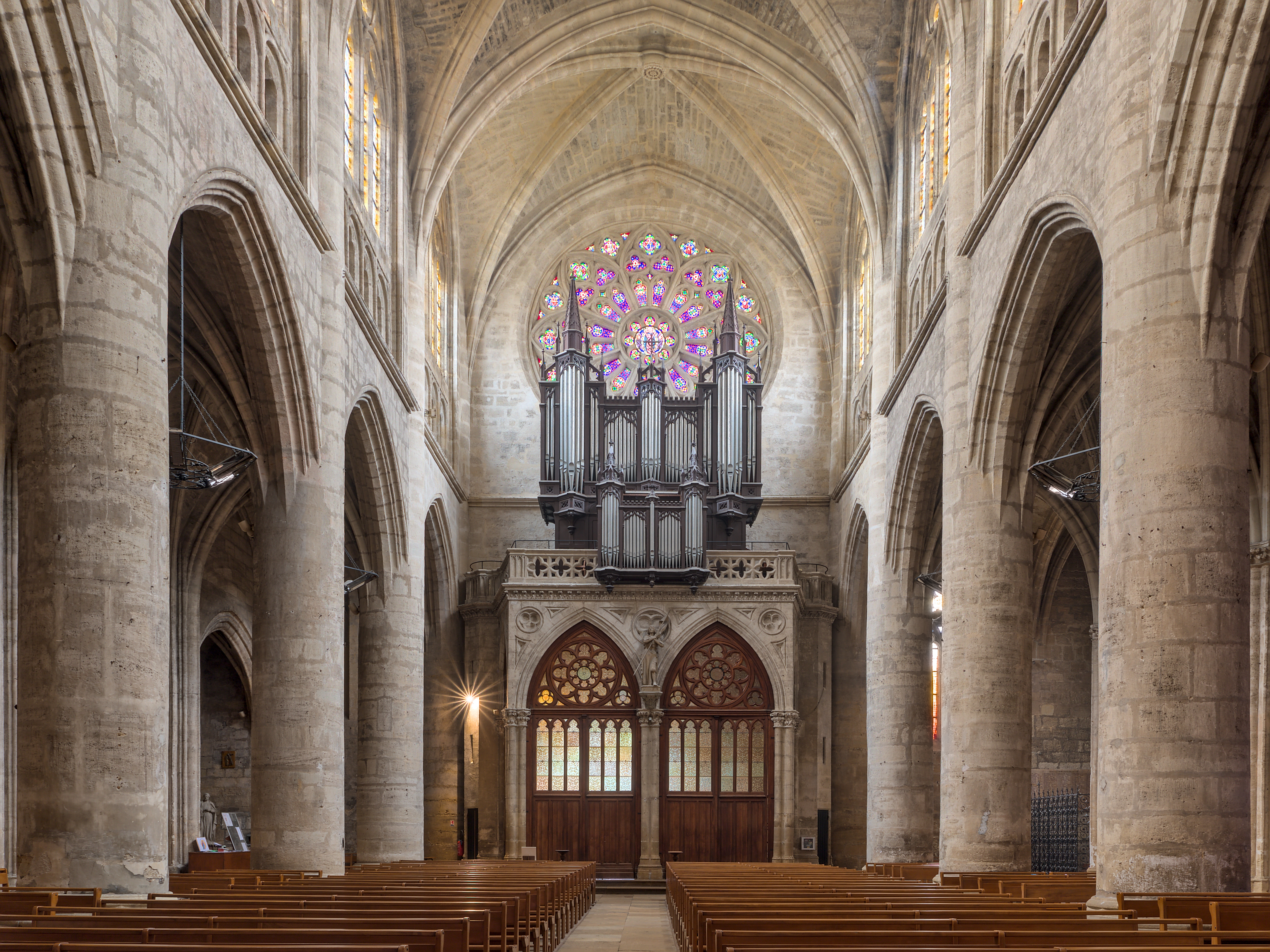
La nef vue depuis le chœur
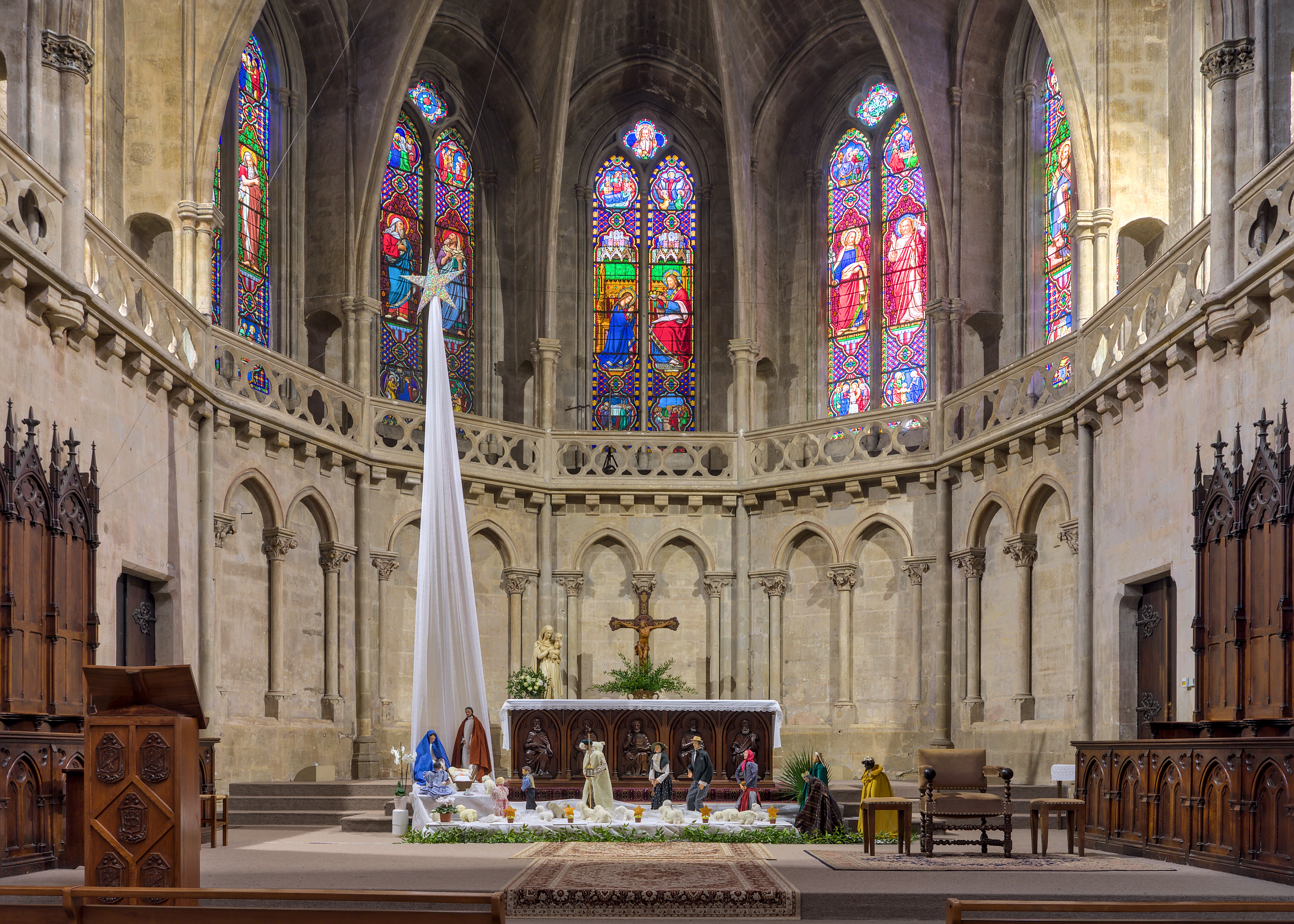
Le chœur
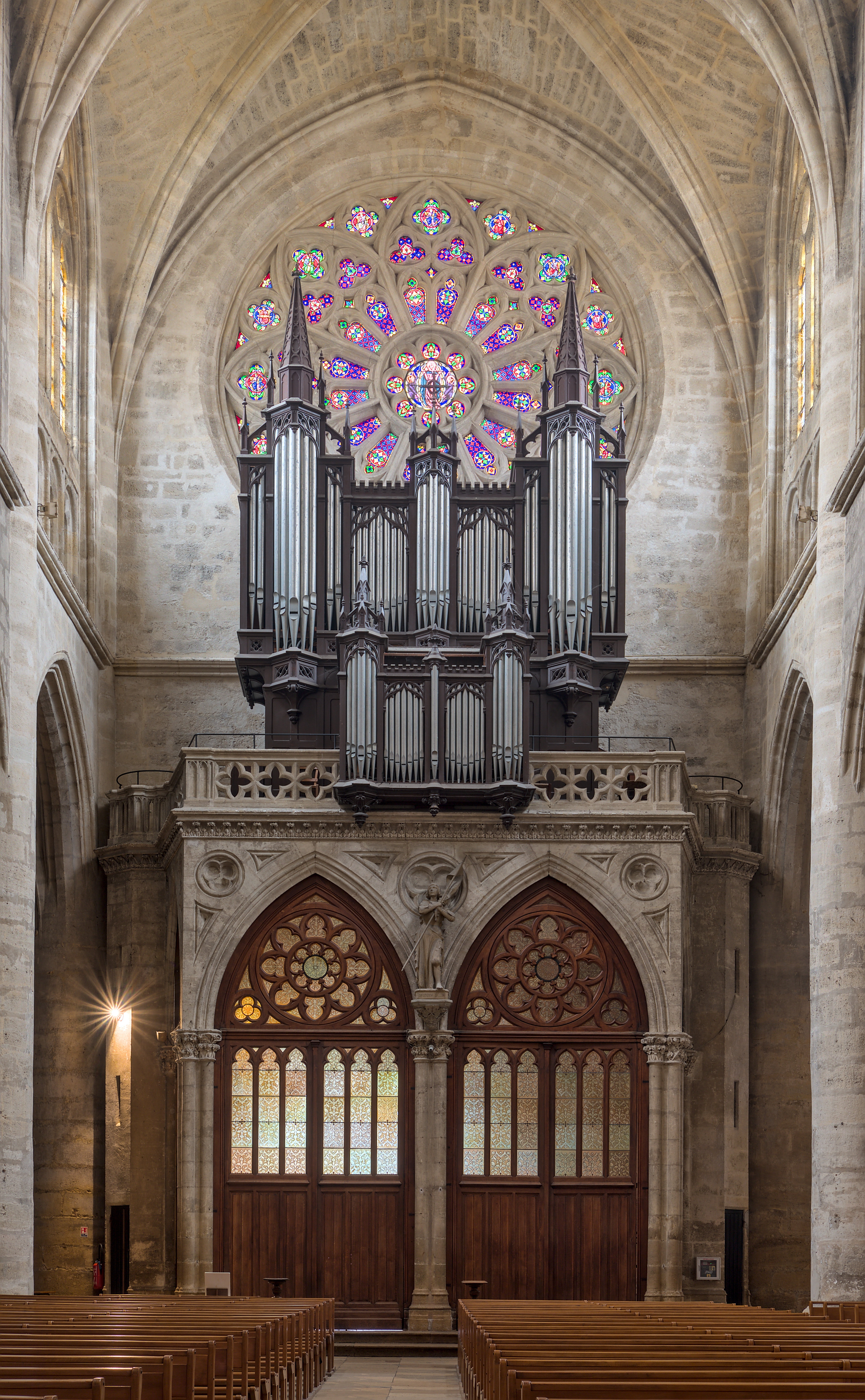
Arrière de la nef
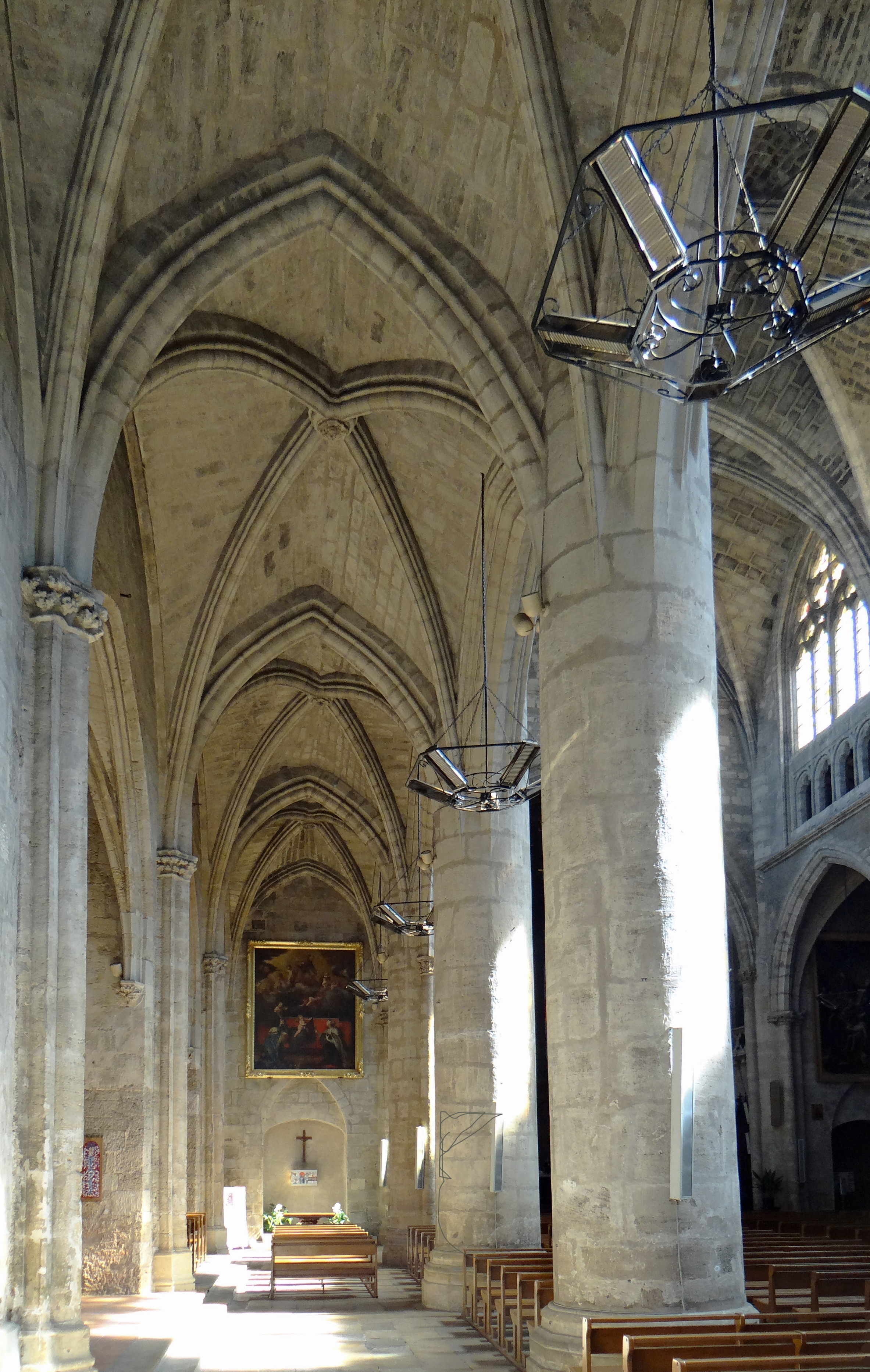
Le collatéral nord
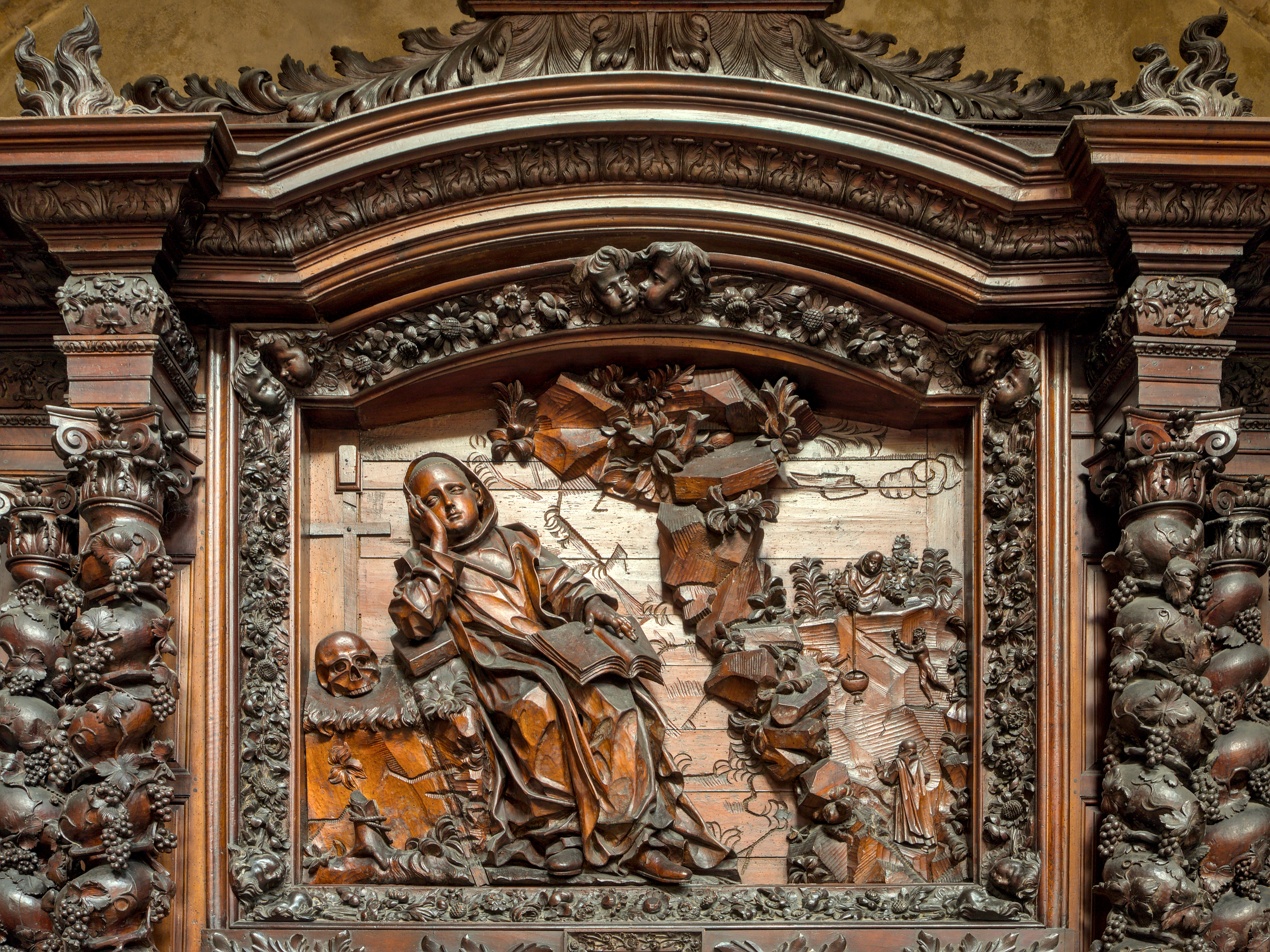
Tableau central du retable de Saint-Benoît (XVIe – XVIIe siècle)

### Vitraux

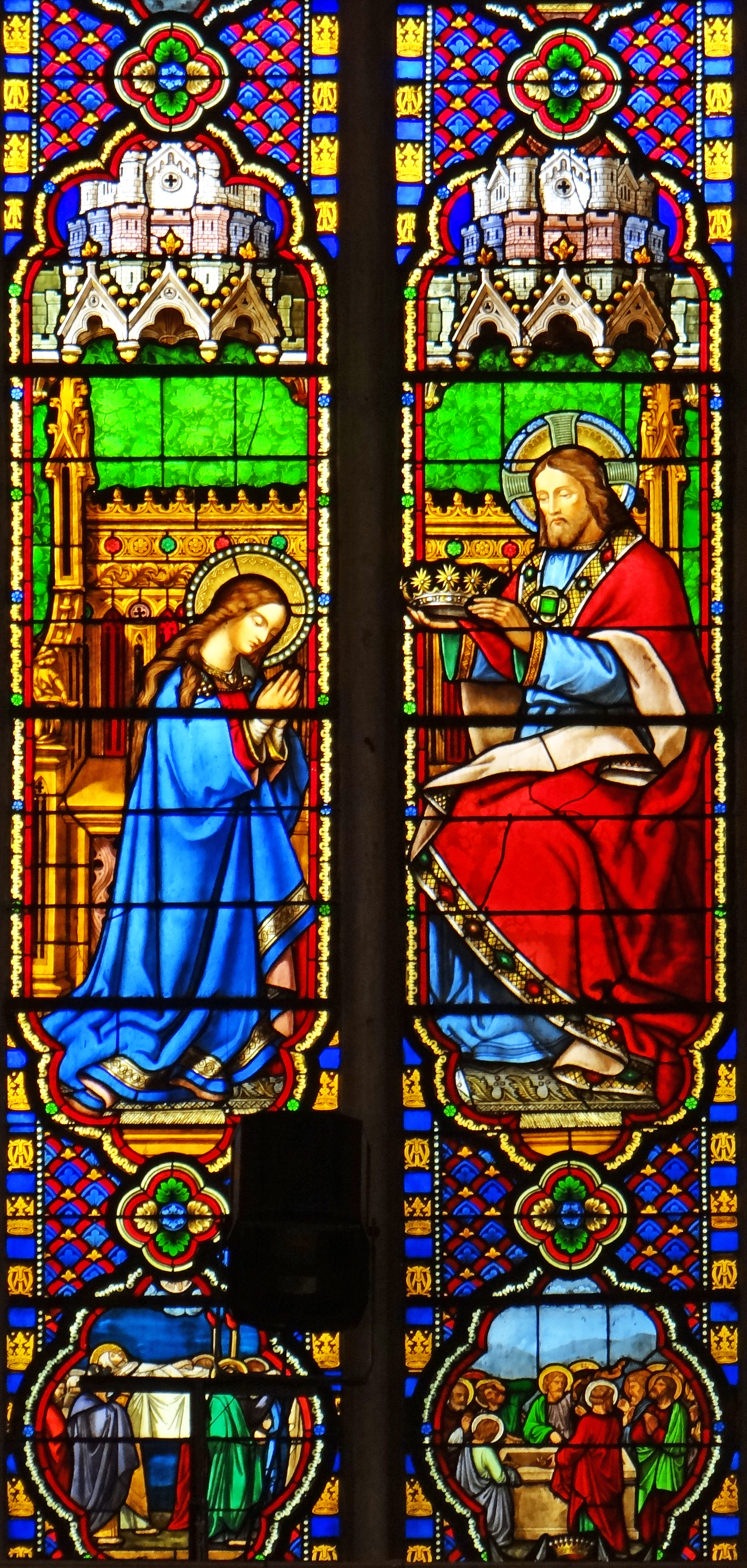
Verrière du Couronnement de la Vierge (baie 0)
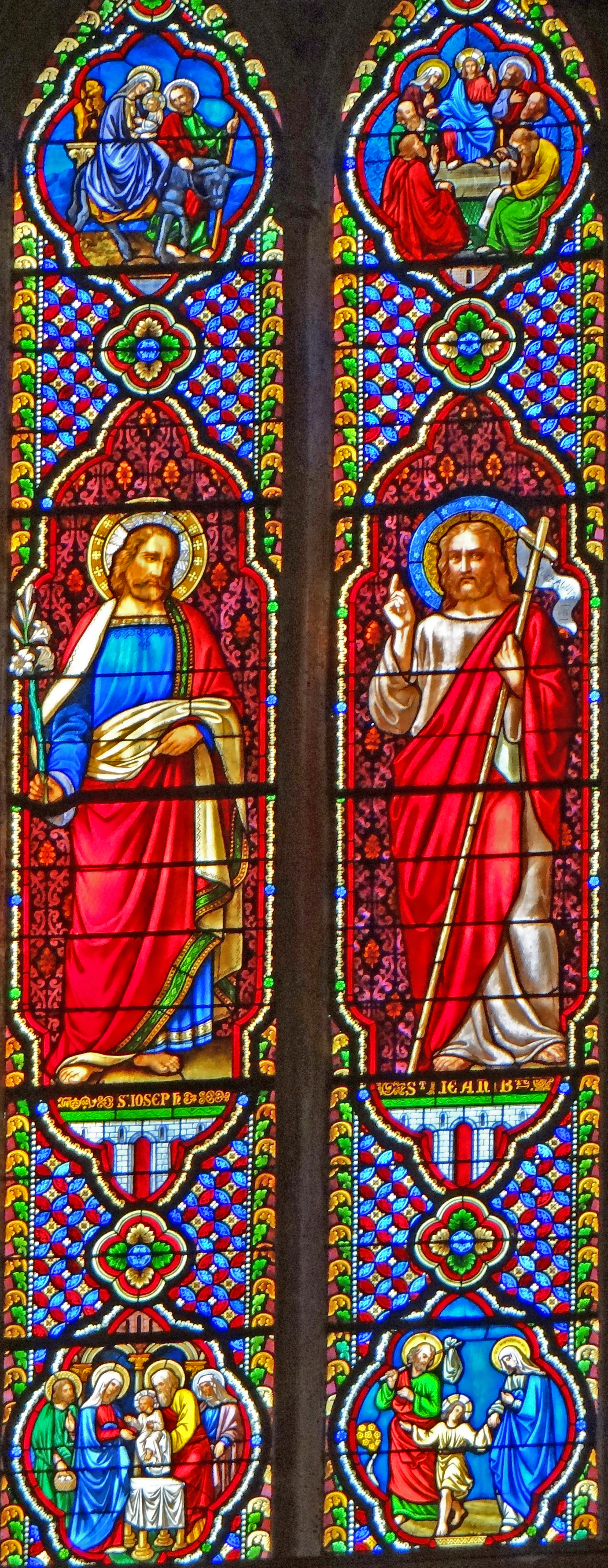
Vitraux représentant saint Joseph et saint Jean-Baptiste
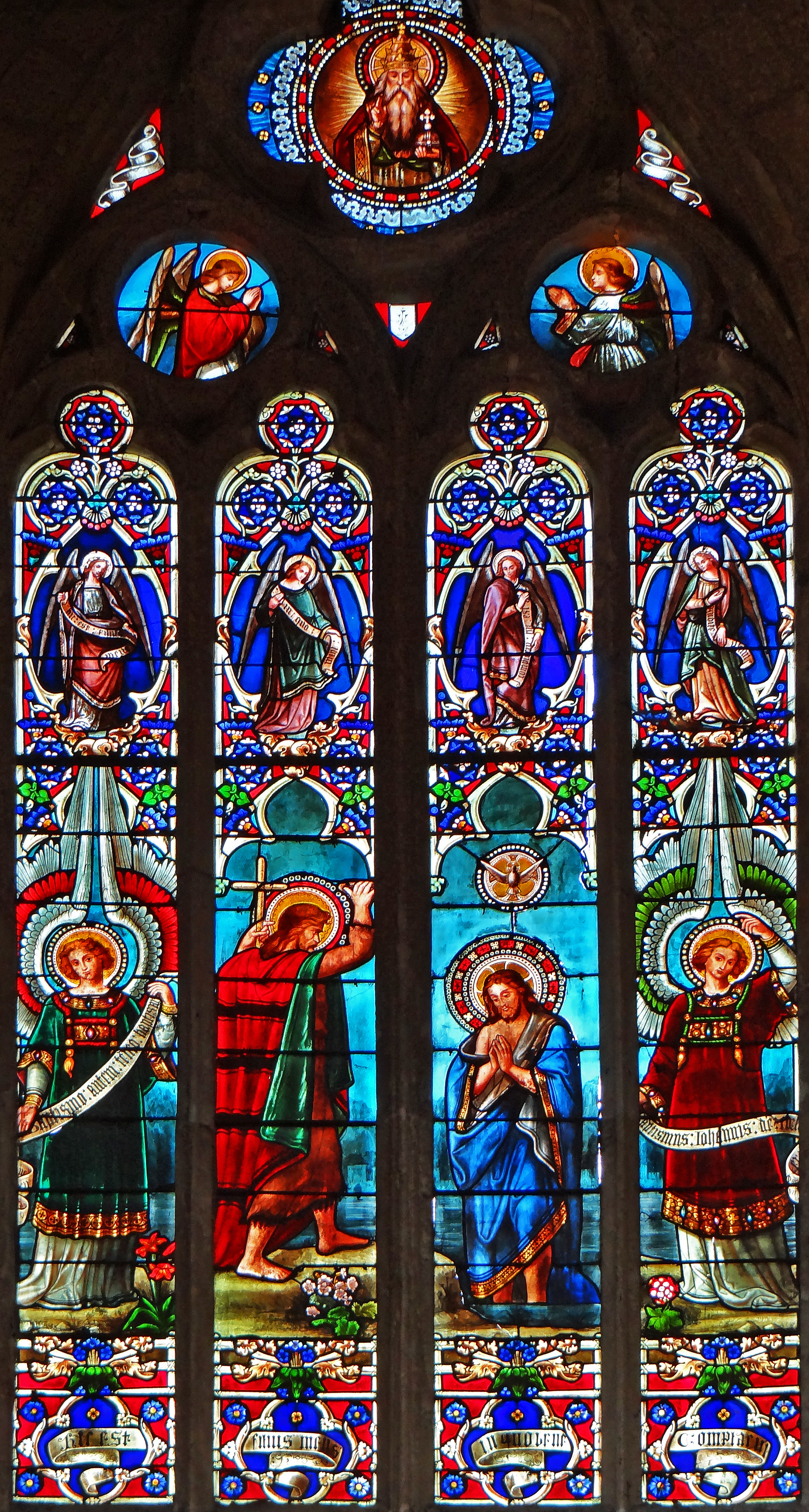
Verrière du Baptême du Christ
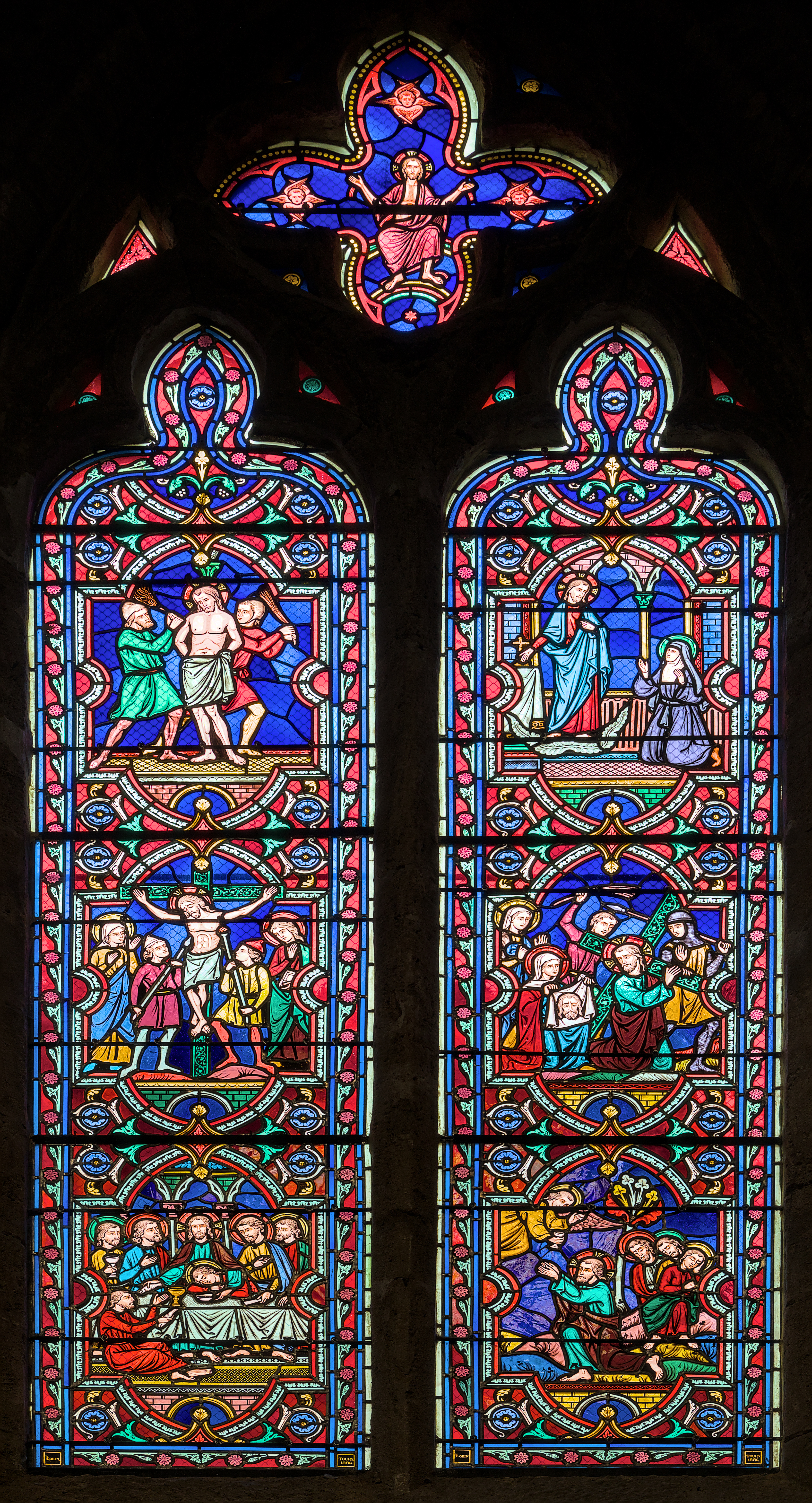
Verrière de la vie du Christ (1866) par Lucien-Léopold Lobin
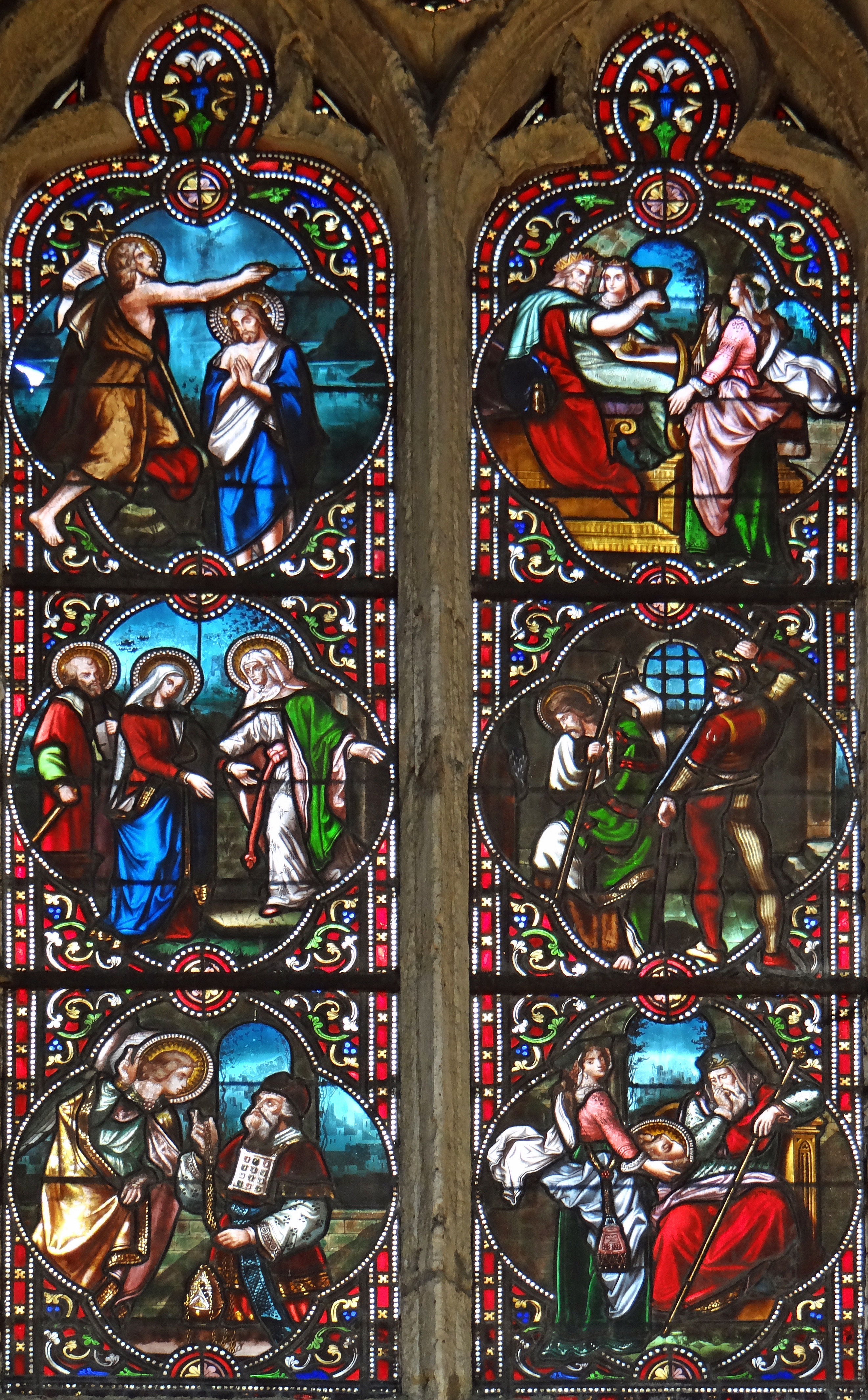
Verrière de la vie de saint Jean-Baptiste
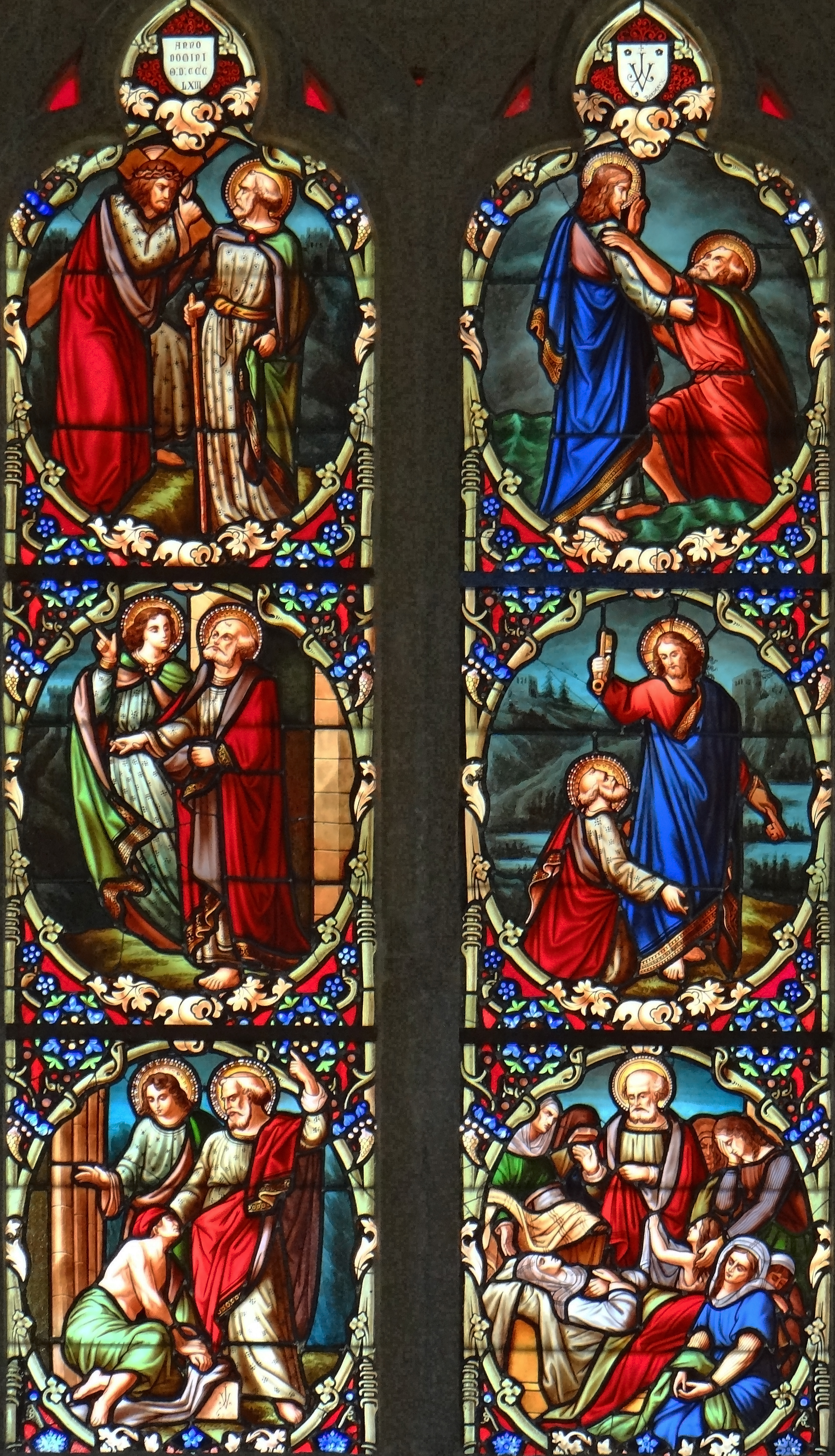
Verrière de la vie de Saint-Pierre (1863) par Joseph Villet
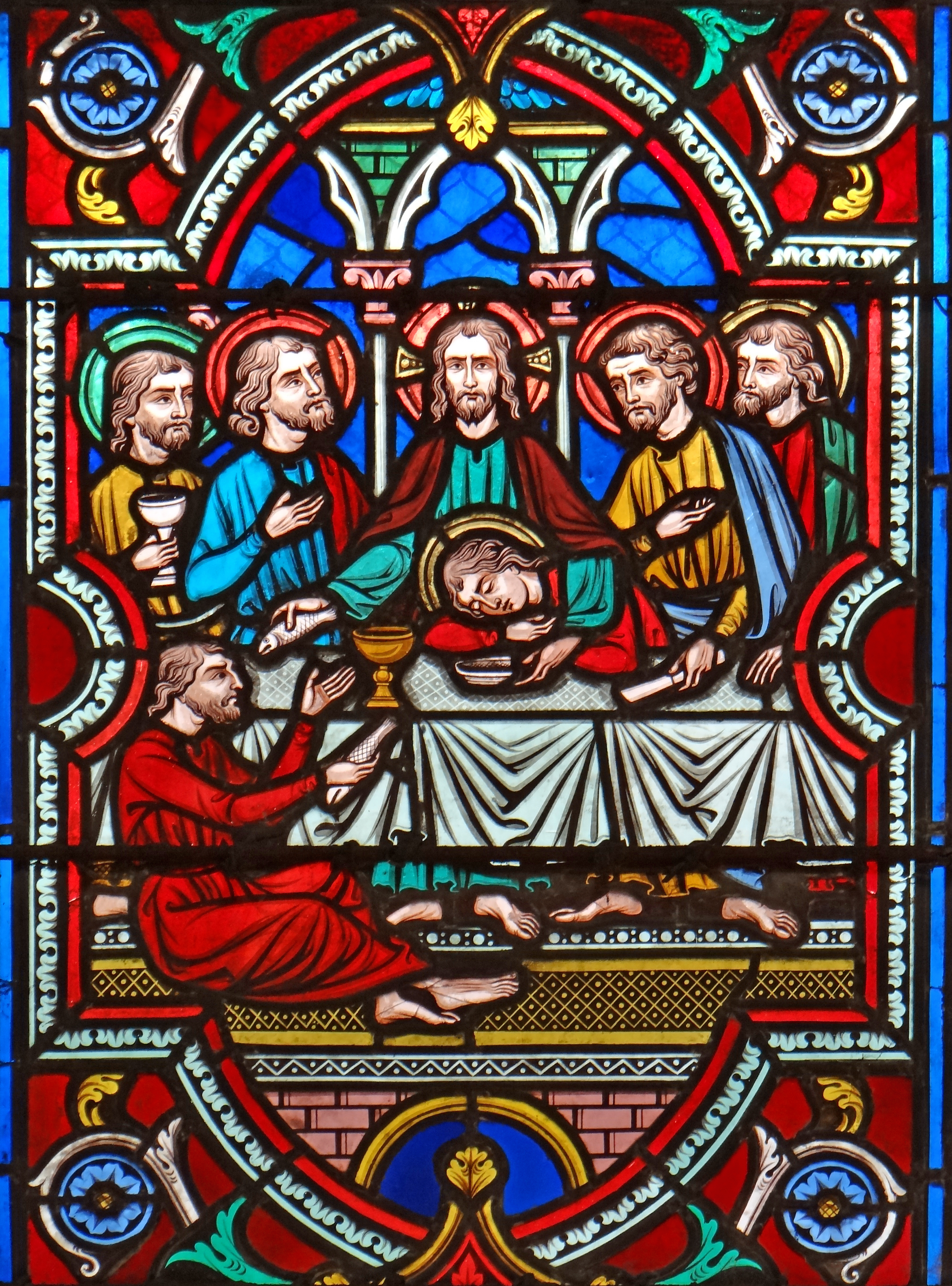
La Cène

### Cloître et jardin

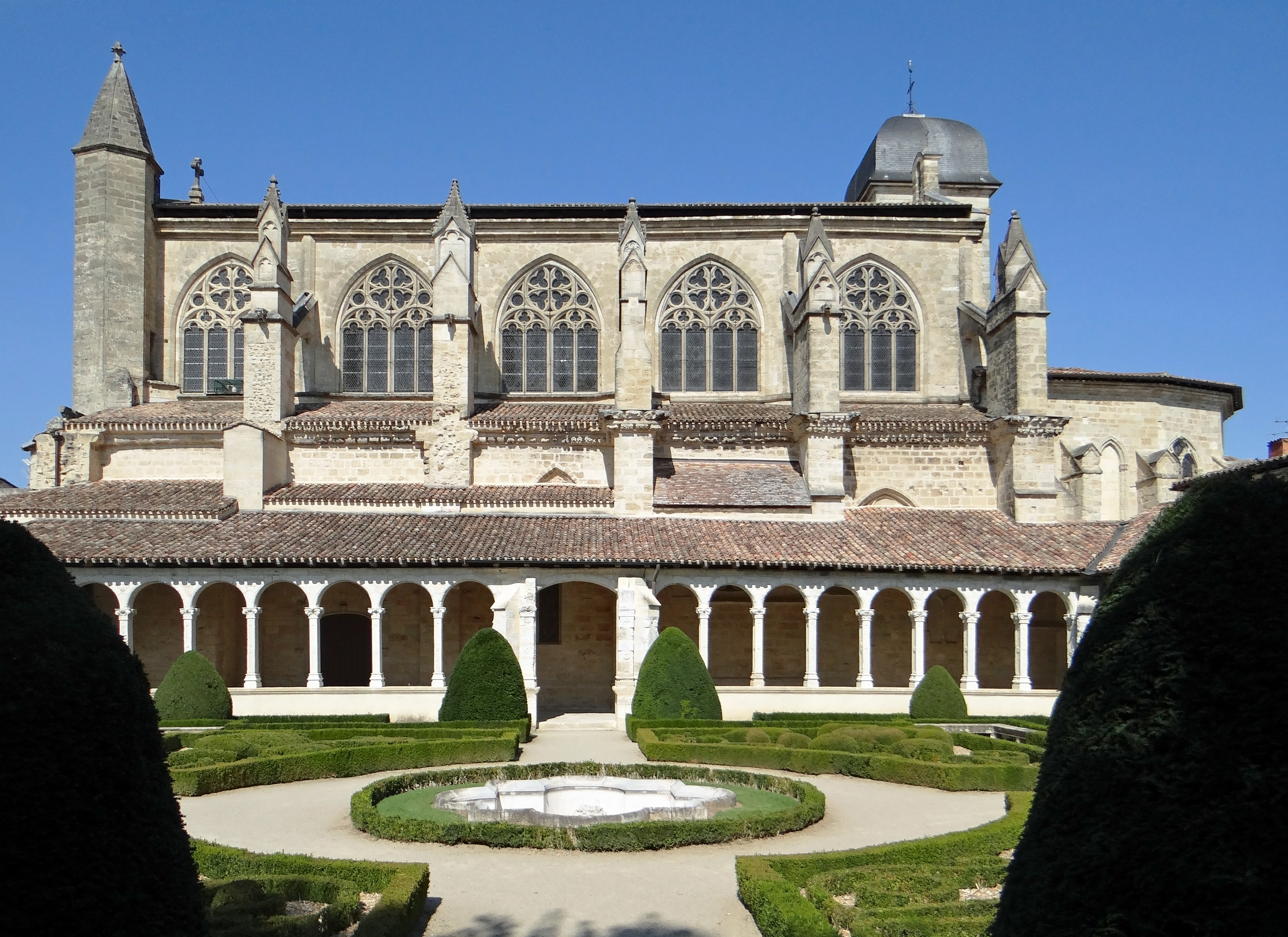
Le cloître au sud de l'église
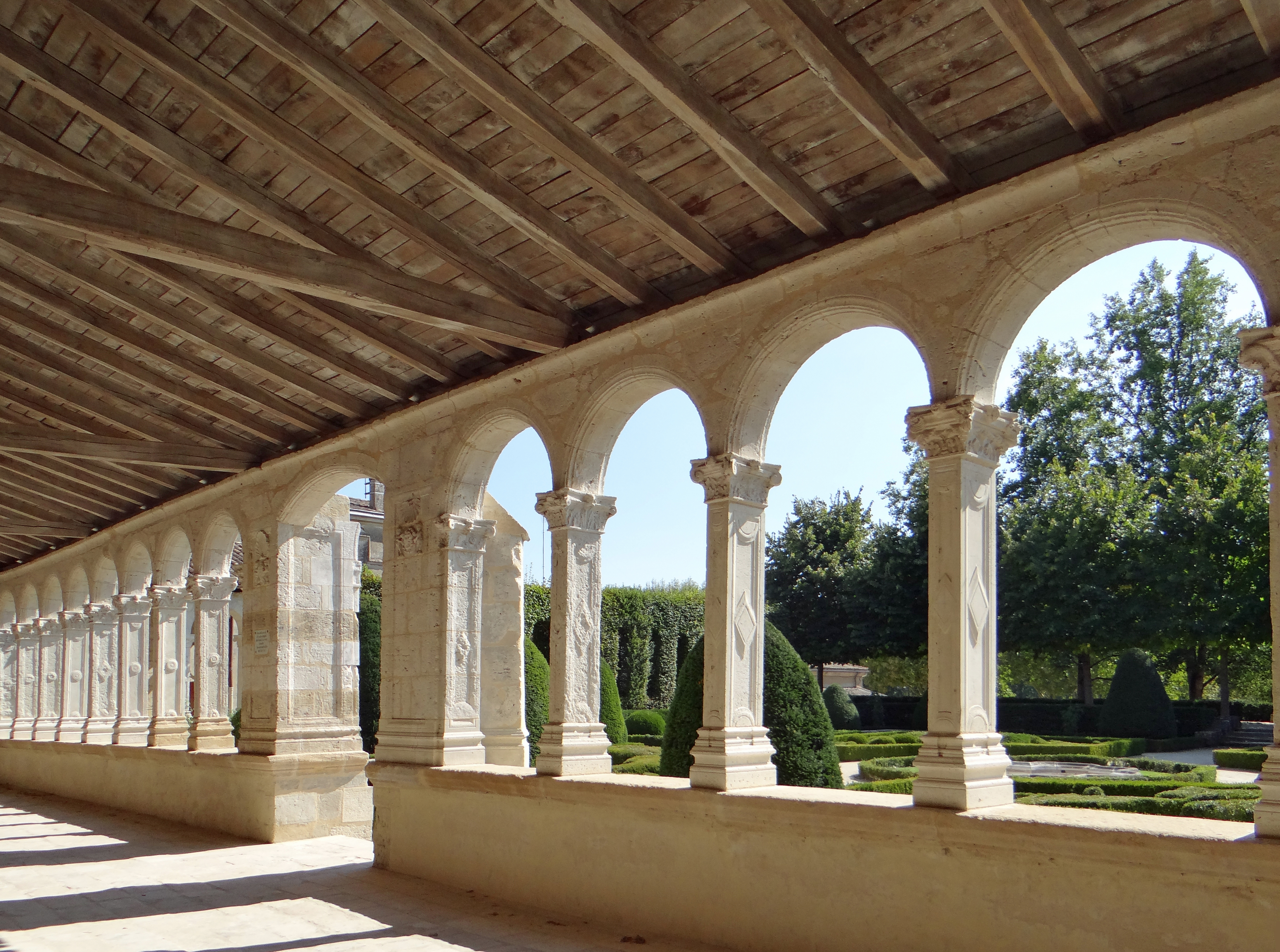
Galerie du cloître
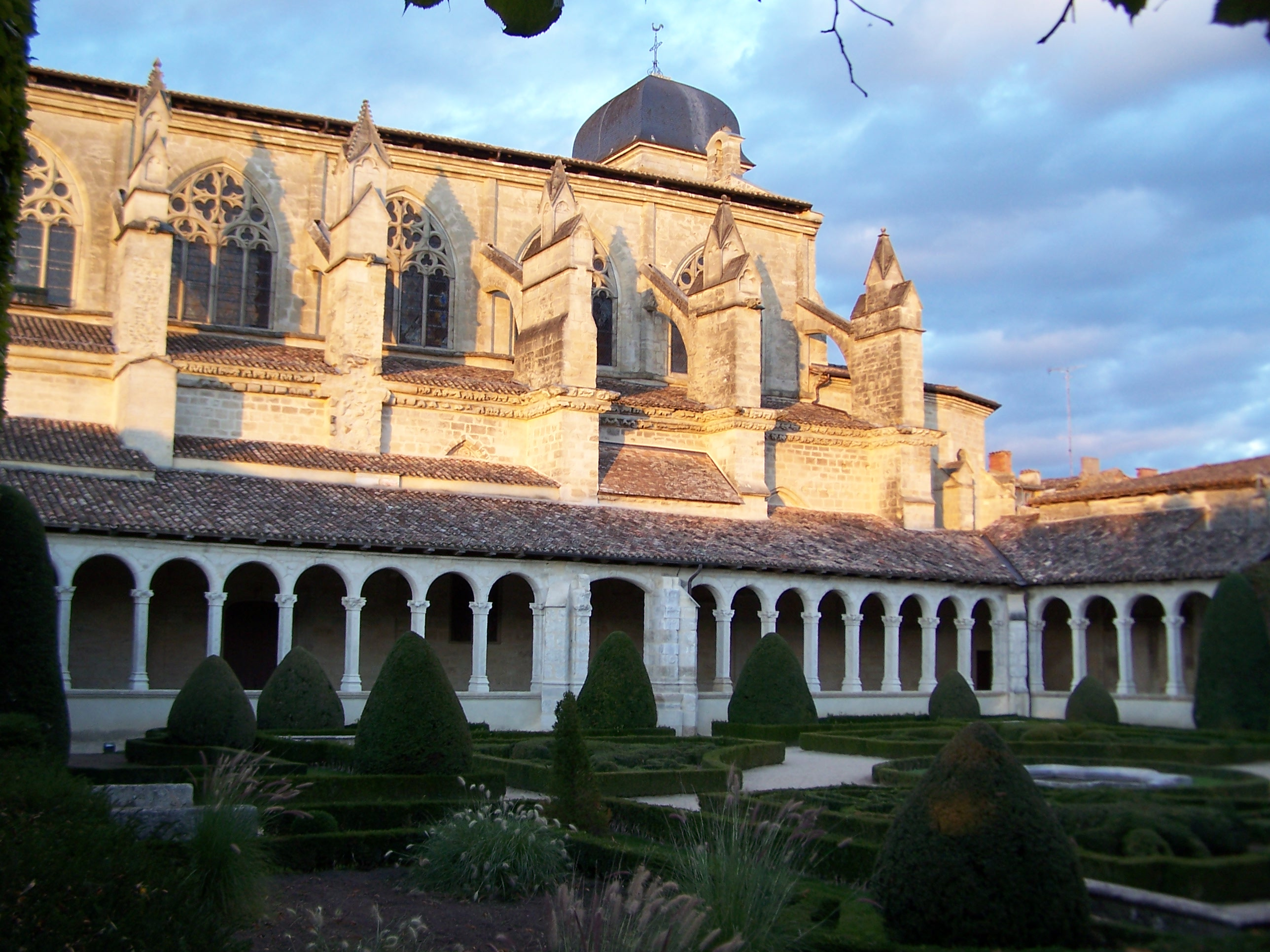
Allée couverte du cloître et jardin (oct. 2012)
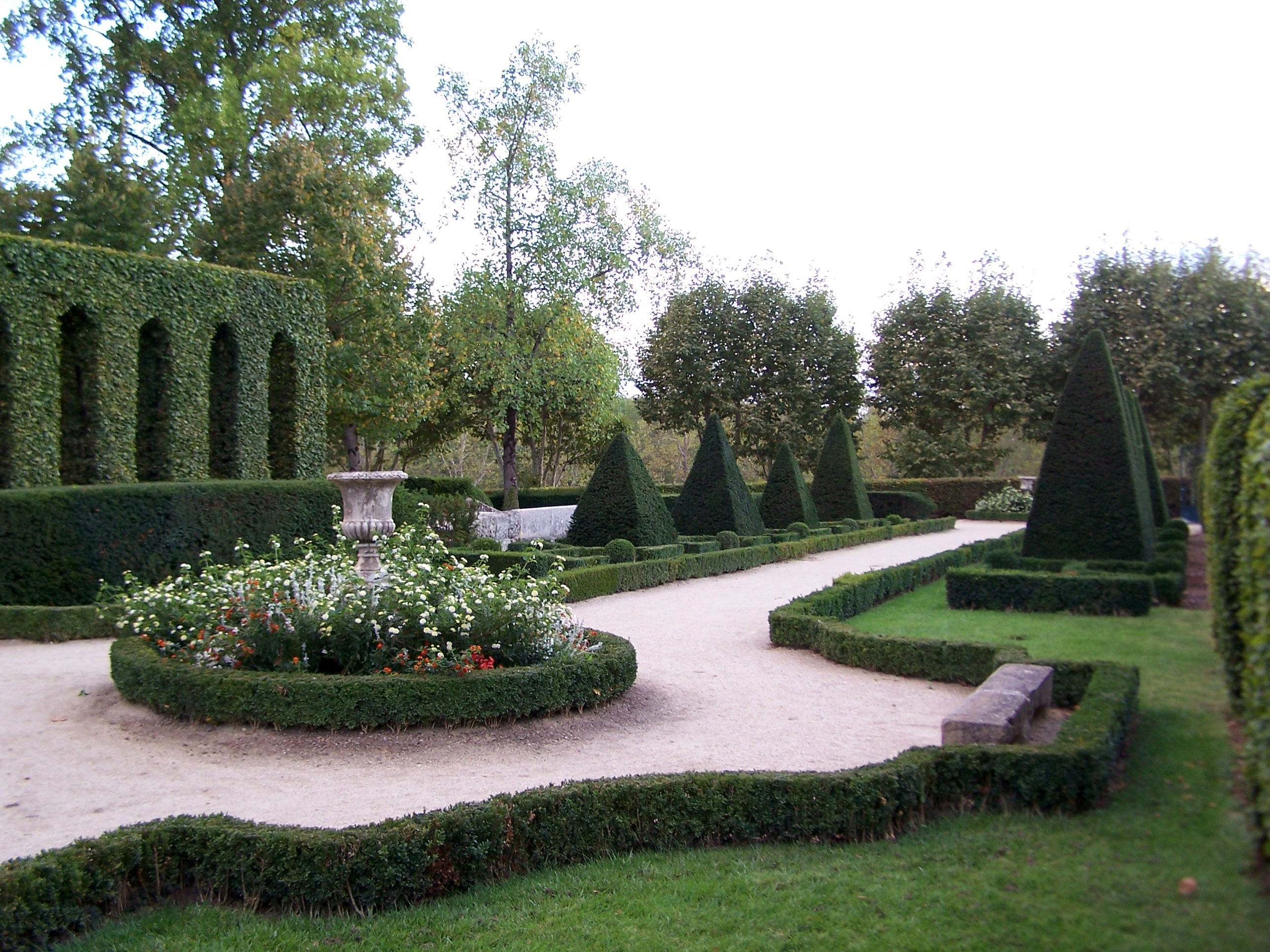
Jardin du cloître (oct. 2012)
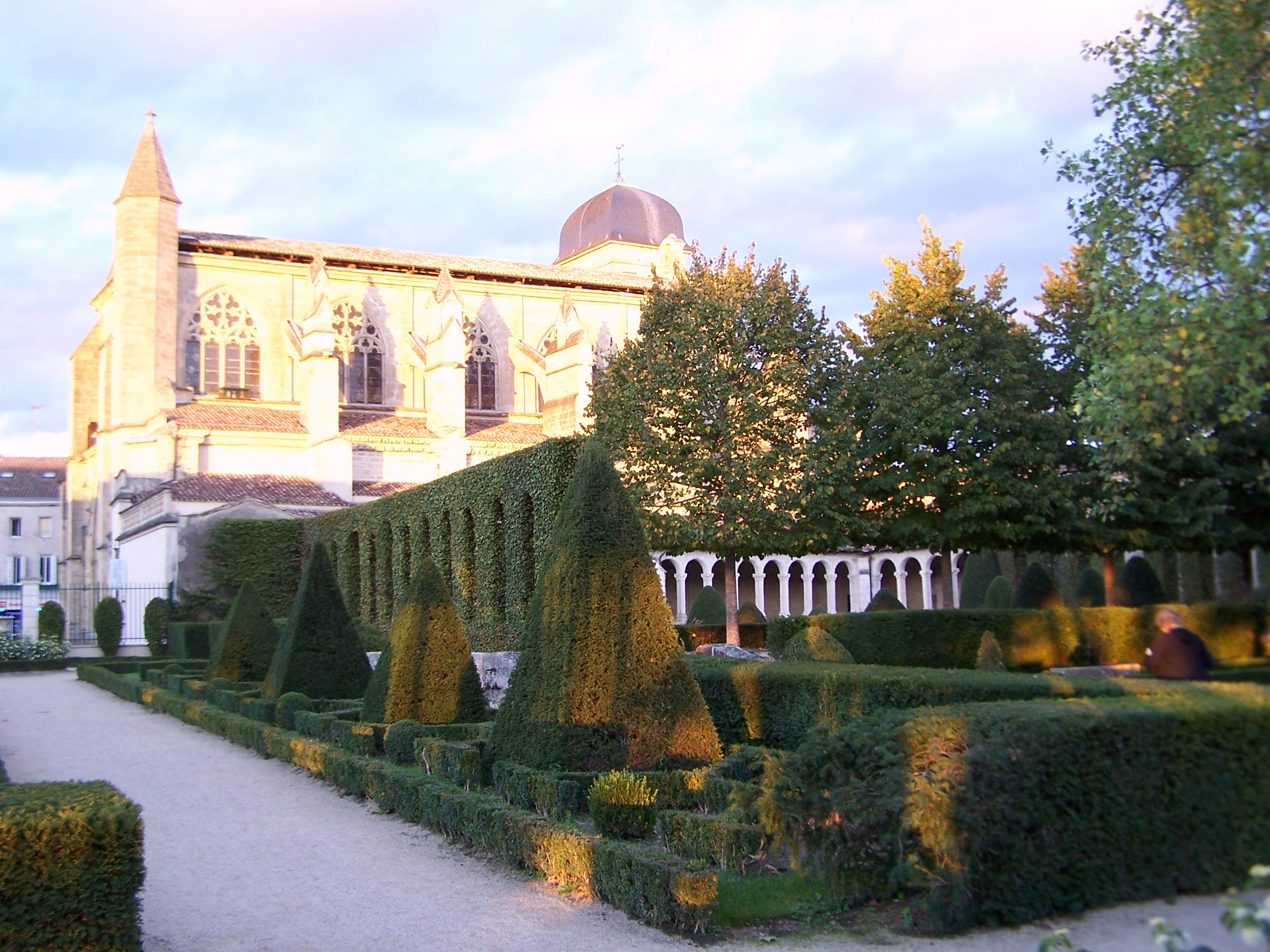
Vue du jardin au sud-ouest (oct. 2012)